# Kent Nilsson
Pour les articles homonymes, voir Nilsson.
Temple de la renommée de l'IIHF : 2006
Temple de la renommée du hockey suédois : 2012
Kent Nilsson (né le 31 août 1956 à Nynäshamn en Suède) est un joueur de hockey sur glace professionnel qui évoluait au poste de centre.

## Carrière
Nilsson fut repêché dans la Ligue nationale de hockey par les Flames d'Atlanta en 4e ronde du repêchage amateur de la LNH 1976, 64e au total, et par les Toros de Toronto en première ronde du repêchage amateur de l'AMH 1976, 11e au total. Nilsson commence sa carrière professionnelle dans la première division suédoise pour le Djurgårdens IF en 1973. Nilsson s'avère être un excellent joueur et il aidera le Djurgårdens à atteindre l'Elitserien deux saisons plus tard. Après 3 saisons avec l'équipe, il se retrouve avec le AIK Stockholm pour une saison, avant de traverser l'océan Atlantique pour jouer dans l'Association mondiale de hockey avec les Jets de Winnipeg. Il y connaîtra 2 excellentes saisons avant que l'AMH ne cesse d'exister. Les Flames d'Atlanta, qui détenaient toujours ses droits pour la LNH, lui offrirent un contrat. Celui qu'on surnomma « Mr. Magic » passera 6 prolifiques saisons avec les Flames d'Atlanta/Flames de Calgary avant de se retrouver chez les North Stars du Minnesota en 1985, échangé pour un choix de repêchage qui permit aux Flames de repêcher Joe Nieuwendyk. Il n'y restera qu'une saison et demi avant de passer aux Oilers d'Edmonton, où il remporta sa seule Coupe Stanley en 1987.
Il retourna ensuite poursuivre sa carrière en Europe, faisant des arrêts en Italie (HC Bolzano), en Suède (Djurgårdens IF), en Suisse (EHC Kloten), en Autriche (EC Graz) et en Norvège (Vålerenga IF). Il reviendra brièvement dans la LNH en 1994-1995 avec les Oilers pour 6 matches avant de retourner en Europe avec des clubs de moindre envergure comme le Nynäshamns IF de Suède (Seconde Division) et le Majadahonda HC d'Espagne, à la suite de quoi il prendra sa retraite, en 1998.
Il est admis au temple de la renommée de la Fédération internationale de hockey sur glace en 2006.

## Vie personnelle
Kent Nilsson est mariée avec la joueuse de golf professionnelle Helen Alfredsson. Nilsson est le père de Robert Nilsson. Il est actuellement dépisteur en Europe pour les Panthers de la Floride.

## Statistiques
Pour les significations des abréviations, voir Statistiques du hockey sur glace.
| Saison     | Équipe                   | Ligue              |     | Saison régulière | Saison régulière | Saison régulière | Saison régulière | Saison régulière |    | Séries éliminatoires | Séries éliminatoires | Séries éliminatoires | Séries éliminatoires | Séries éliminatoires |
| Saison     | Équipe                   | Ligue              | PJ  | B                | A                | Pts              | Pun              | PJ               | B  | A                    | Pts                  | Pun                  |                      |                      |
| 1973-1974  | Djurgårdens IF           | Division 1         | 22  | 9                | 8                | 17               | 6                | -                | -  | -                    | -                    | -                    |                      |                      |
| 1974-1975  | Djurgårdens IF           | Division 1         | 28  | 13               | 12               | 25               | 14               | -                | -  | -                    | -                    | -                    |                      |                      |
| 1975-1976  | Djurgårdens IF           | Elitserien         | 36  | 30               | 17               | 47               | 18               | -                | -  | -                    | -                    | -                    |                      |                      |
| 1976-1977  | AIK Solna                | Elitserien         | 36  | 30               | 18               | 48               | 18               | -                | -  | -                    | -                    | -                    |                      |                      |
| 1977-1978  | Jets de Winnipeg         | AMH                | 80  | 42               | 65               | 107              | 8                | 9                | 2  | 8                    | 10                   | 10                   |                      |                      |
| 1978-1979  | Jets de Winnipeg         | AMH                | 78  | 39               | 68               | 107              | 8                | 10               | 3  | 11                   | 14                   | 4                    |                      |                      |
| 1979-1980  | Flames d'Atlanta         | LNH                | 80  | 40               | 53               | 93               | 10               | 4                | 0  | 0                    | 0                    | 2                    |                      |                      |
| 1980-1981  | Flames de Calgary        | LNH                | 80  | 49               | 82               | 131              | 26               | 14               | 3  | 9                    | 12                   | 2                    |                      |                      |
| 1981-1982  | Flames de Calgary        | LNH                | 41  | 26               | 29               | 55               | 8                | 3                | 0  | 3                    | 3                    | 2                    |                      |                      |
| 1982-1983  | Flames de Calgary        | LNH                | 80  | 46               | 58               | 104              | 10               | 9                | 1  | 11                   | 12                   | 2                    |                      |                      |
| 1983-1984  | Flames de Calgary        | LNH                | 67  | 31               | 49               | 80               | 22               | -                | -  | -                    | -                    | -                    |                      |                      |
| 1984-1985  | Flames de Calgary        | LNH                | 77  | 37               | 62               | 99               | 14               | 3                | 0  | 1                    | 1                    | 0                    |                      |                      |
| 1985-1986  | North Stars du Minnesota | LNH                | 61  | 16               | 44               | 60               | 10               | 5                | 1  | 4                    | 5                    | 0                    |                      |                      |
| 1986-1987  | North Stars du Minnesota | LNH                | 44  | 13               | 33               | 46               | 12               | -                | -  | -                    | -                    | -                    |                      |                      |
| 1986-1987  | Oilers d'Edmonton        | LNH                | 17  | 5                | 12               | 17               | 4                | 21               | 6  | 13                   | 19                   | 6                    |                      |                      |
| 1987-1988  | HC Lugano                | LNA                | 2   | 0                | 2                | 2                | 4                | -                | -  | -                    | -                    | -                    |                      |                      |
| 1987-1988  | HC Bolzano               | Serie A            | 35  | 60               | 72               | 132              | 48               | -                | -  | -                    | -                    | -                    |                      |                      |
| 1988-1989  | Djurgårdens IF           | Elitserien         | 35  | 21               | 21               | 42               | 36               | -                | -  | -                    | -                    | -                    |                      |                      |
| 1989-1990  | EHC Kloten               | LNA                | 33  | 21               | 21               | 42               | 14               | 5                | 5  | 5                    | 10                   | 2                    |                      |                      |
| 1990-1991  | EHC Kloten               | LNA                | 34  | 37               | 40               | 77               | 30               | 7                | 4  | 8                    | 12                   | 18                   |                      |                      |
| 1991-1992  | EHC Kloten               | LNA                | 17  | 11               | 14               | 25               | 8                | 2                | 0  | 0                    | 0                    | 2                    |                      |                      |
| 1992-1993  | Djurgårdens IF           | Elitserien         | 40  | 11               | 20               | 31               | 20               | -                | -  | -                    | -                    | -                    |                      |                      |
| 1993-1994  | EC Graz                  | ÖEL                | 57  | 23               | 42               | 65               | 0                | -                | -  | -                    | -                    | -                    |                      |                      |
| 1994-1995  | Oilers d'Edmonton        | LNH                | 6   | 1                | 0                | 1                | 0                | -                | -  | -                    | -                    | -                    |                      |                      |
| 1994-1995  | Vålerenga                | Eliteserien        | 6   | 1                | 1                | 2                | 8                | -                | -  | -                    | -                    | -                    |                      |                      |
| 1995-1996  | Nynäshamns IF            | Division 2         | 2   | 2                | 3                | 5                | 6                | -                | -  | -                    | -                    | -                    |                      |                      |
| 1996-1997  | EC Stuttgart             | 2. Liga Süd        | 1   | 0                | 0                | 0                | 0                | -                | -  | -                    | -                    | -                    |                      |                      |
| 1997-1998  | Majadahonda HC           | Superliga Española | 6   | 8                | 12               | 20               |                  | 2                | 3  | 8                    | 11                   |                      |                      |                      |
| Totaux LNH | Totaux LNH               | Totaux LNH         | 553 | 264              | 422              | 686              | 116              | 59               | 11 | 41                   | 52                   | 14                   |                      |                      |

## Records
Nilsson détient le record de la LNH pour le but marqué le plus rapidement en début de partie inaugurale d'une saison. Il marque à 10 secondes contre les Nordiques de Québec le 11 octobre 1986 avec les North Stars du Minnesota.